# Zarzeczewo (Włocławek)
Zarzeczewo – peryferyjne osiedle włocławskie, znajdujące się w dzielnicy Zawiśle.
Zostało wyodrębnione z terenów, które wcześniej należały do wsi Zarzeczewo, a dokładnie: Zarzeczewo Nowe. Wieś ta należała w przeszłości do rodziny Pobóg-Olszewskich.
We włocławskim Zarzeczewie znajduje się m.in. marina administrowana przez Yacht Club Anwil, zespół dworski z początku XX wieku (obecnie siedziba oddziału Kujawsko-Pomorskiego Ośrodka Doradztwa Rolniczego), ogrody działkowe Arkadia, a także przydrożna figura Świętego Antoniego.

## Zabytki
Według Gminnej Ewidencji Zabytków Miasta Włocławek na listę zabytków wpisany jest zespół dworski z 1. ćwierci XX w., nr rej.: A/1306/1-3 z 19.05.1988:
- Dwór z 1908–1910 roku, obecnie Kujawsko-Pomorski Ośrodek Doradztwa Rolniczego w Minikowie oddział w Zarzeczewie. Pomieszczenia dworu zaadaptowano na biura.

- pawilon ogrodowy, tzw. Rządcówka
- park, przełom XVIII/XIX w.

## Gród we Włocławku-Zarzeczewie
Grodzisko w Zarzeczewie datowane jest na XI wiek. Wcześniej w X wieku istniała w Zarzeczewie osada nieobronna, a w XI w. wzniesiono gród, w otoczeniu którego powstało podgrodzie i rozwijały się osady. Gród ten zalicza się do trzech głównych punktów strategicznych regionu, które upatruje się w grupie tzw. sedes regni principales (Kruszwica, Włocławek-Zarzeczewo, Chełmno-Kałdus). Gród funkcjonował do XIII wieku, gdy osadę przeniesiono na teren dzisiejszego Włocławka. Na terenie grodziska zarejestrowano 2 poziomy pożarowe, które świadczą o zniszczeniach, a nawarstwienia na nich uformowane, o kolejnych odbudowach. Wewnątrz grodu zabudowa rozlokowana była przy wale tak, że pozostawał pośrodku pusty plac-majdan. Gród otaczało od północy podgrodzie zamknięte wałem, dziś niewidocznym na powierzchni ziemi, oraz dwie inne otwarte osady ulokowane po stronie południowej i wschodniej. Łącznie całość zajmuje teren o powierzchni kilkunastu hektarów. Gród znajdował się na terenie włocławskiego okręgu grodowego, później kasztelanii, której stolicę przeniesiono po połowie XIII w. do Brześcia Kujawskiego. Na pobliskiej rzece Chełmicy przebiegała granica z kasztelanią dobrzyńską (oraz diecezją płocką). Zarzeczewo wchodzi w skład diecezji włocławskiej. Badania na terenie grodu prowadziła dr Aldona Andrzejewska z Uniwersytetu Łódzkiego.

## Galeria

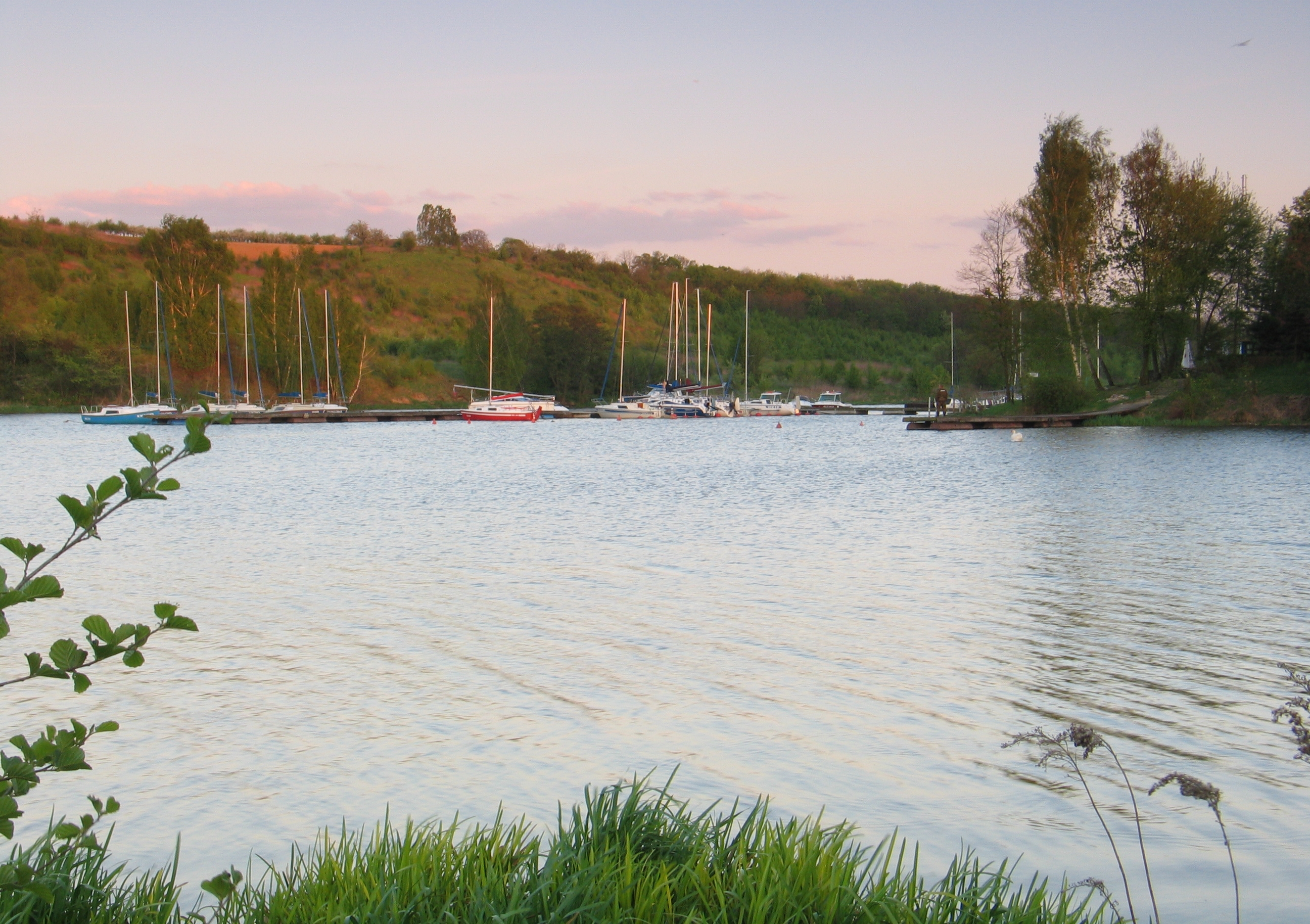
Zatoka Jeziora Włocławskiego
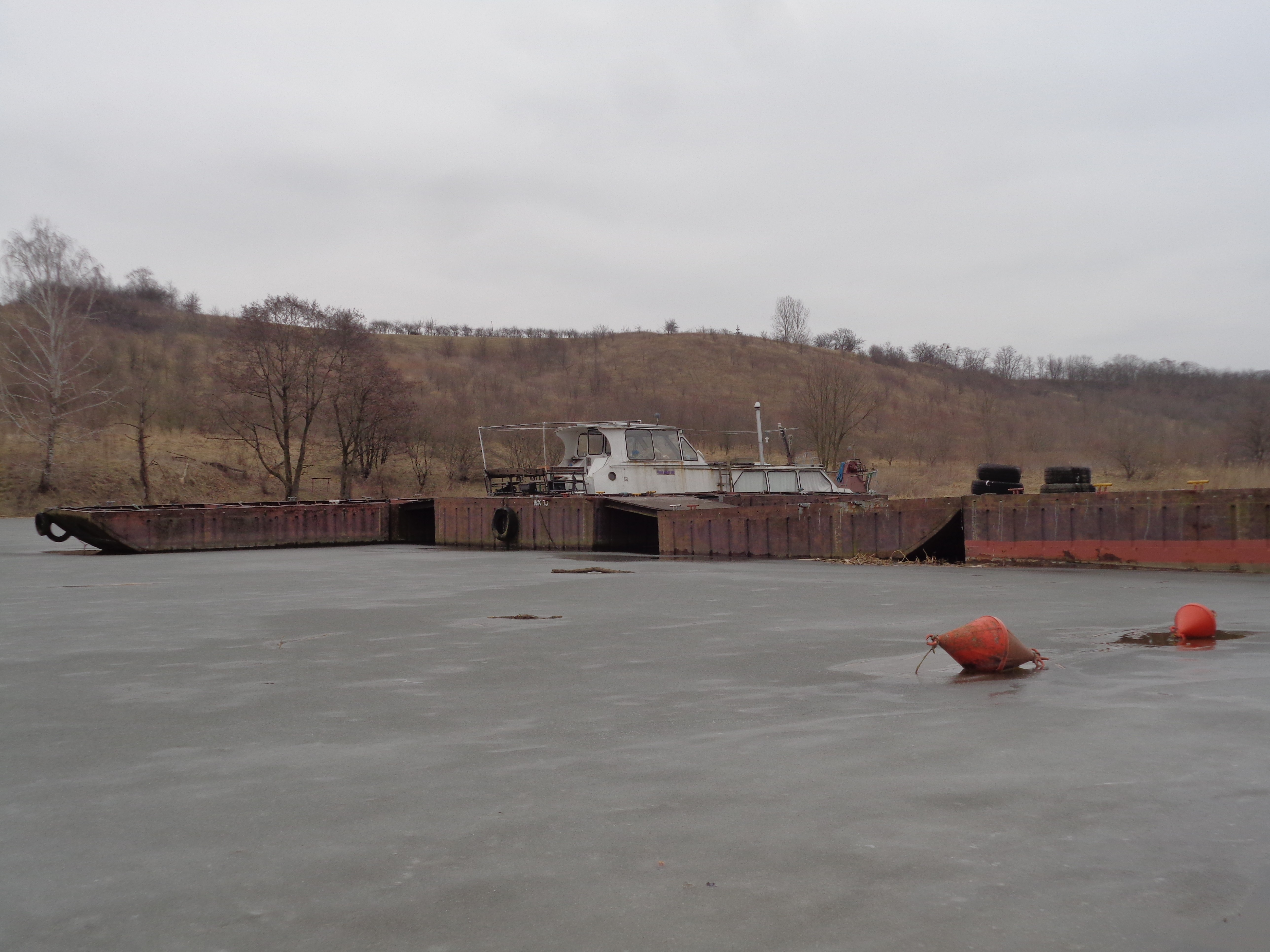
Marina Zarzeczewo zimą
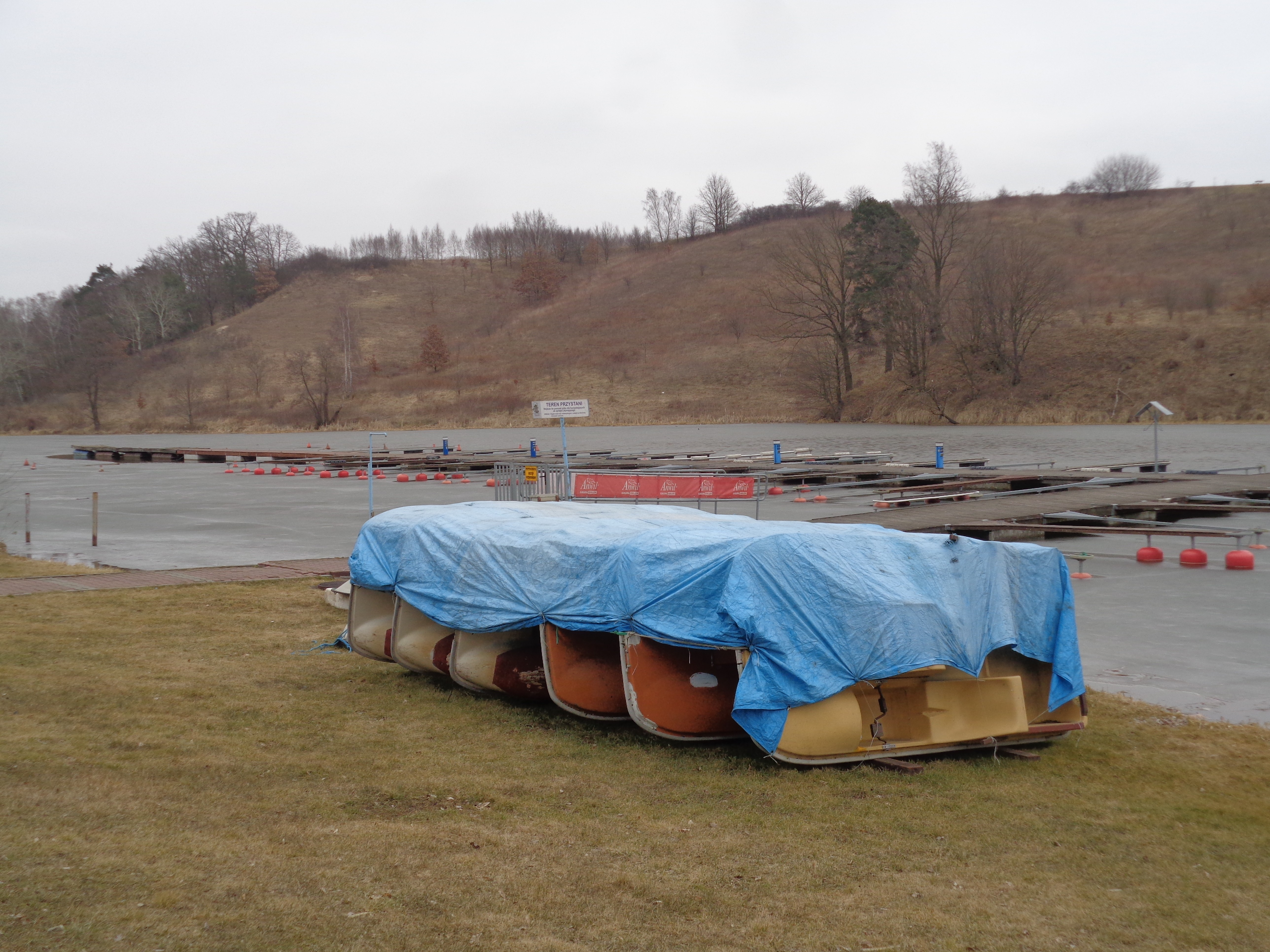
Zakryte na zimę rowery wodne w Marinie
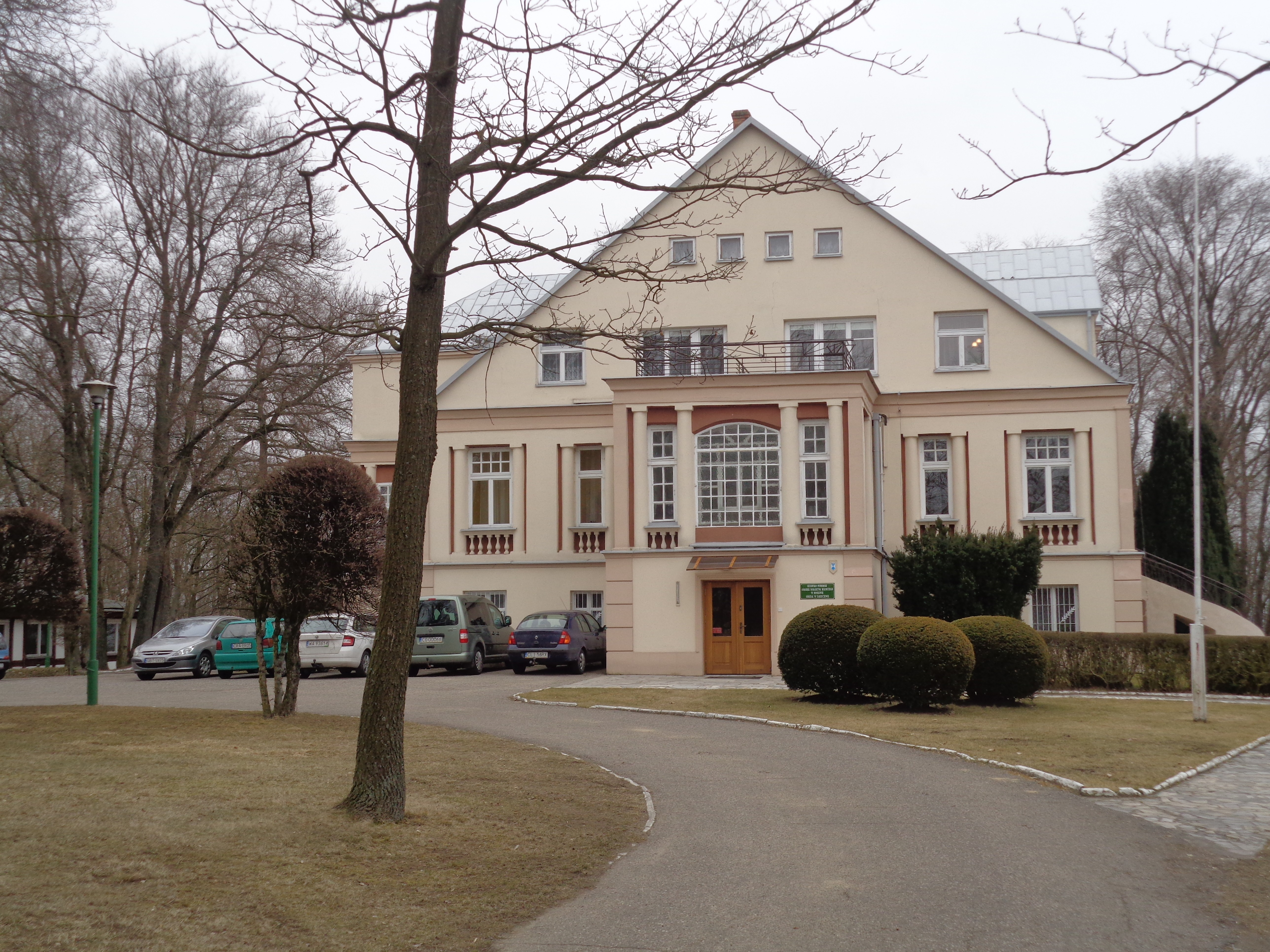
Dwór z początku XX wieku na tle parku
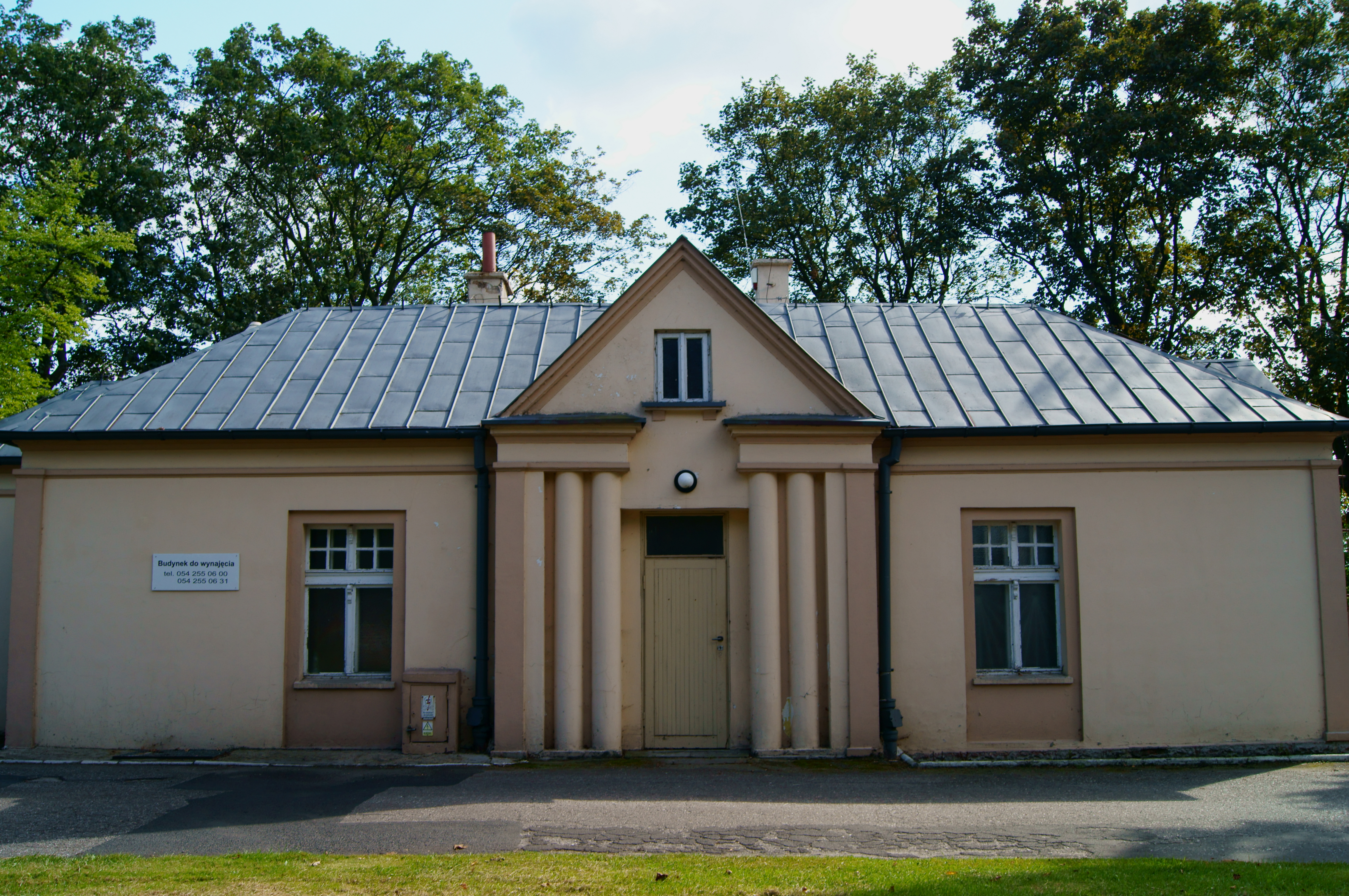
Rządcówka, jedno z zabudowań dworskich
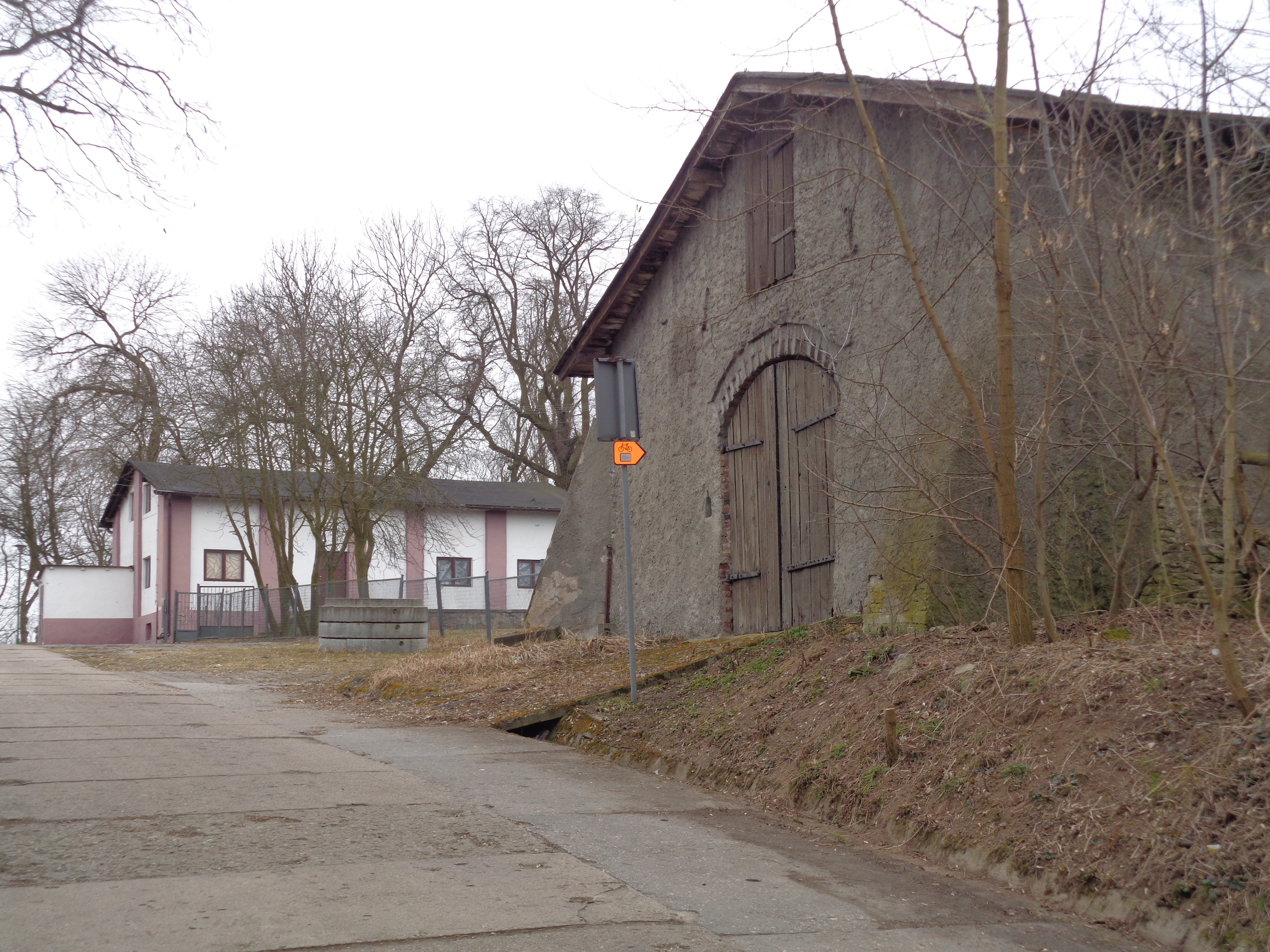
Budynek gospodarczy z przełomu XIX i XX wieku
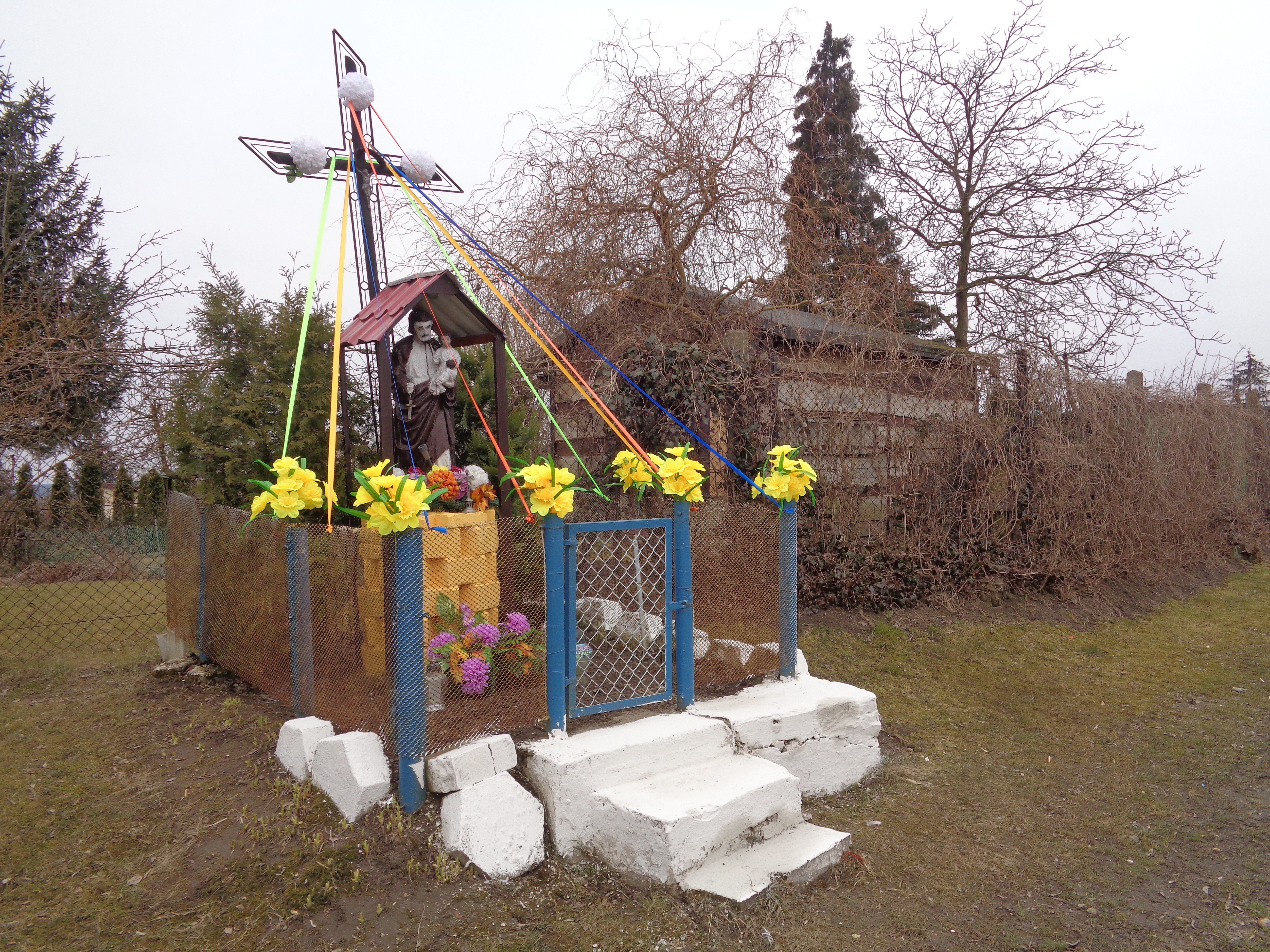
Kaplica przydrożna z figurą św. Antoniego
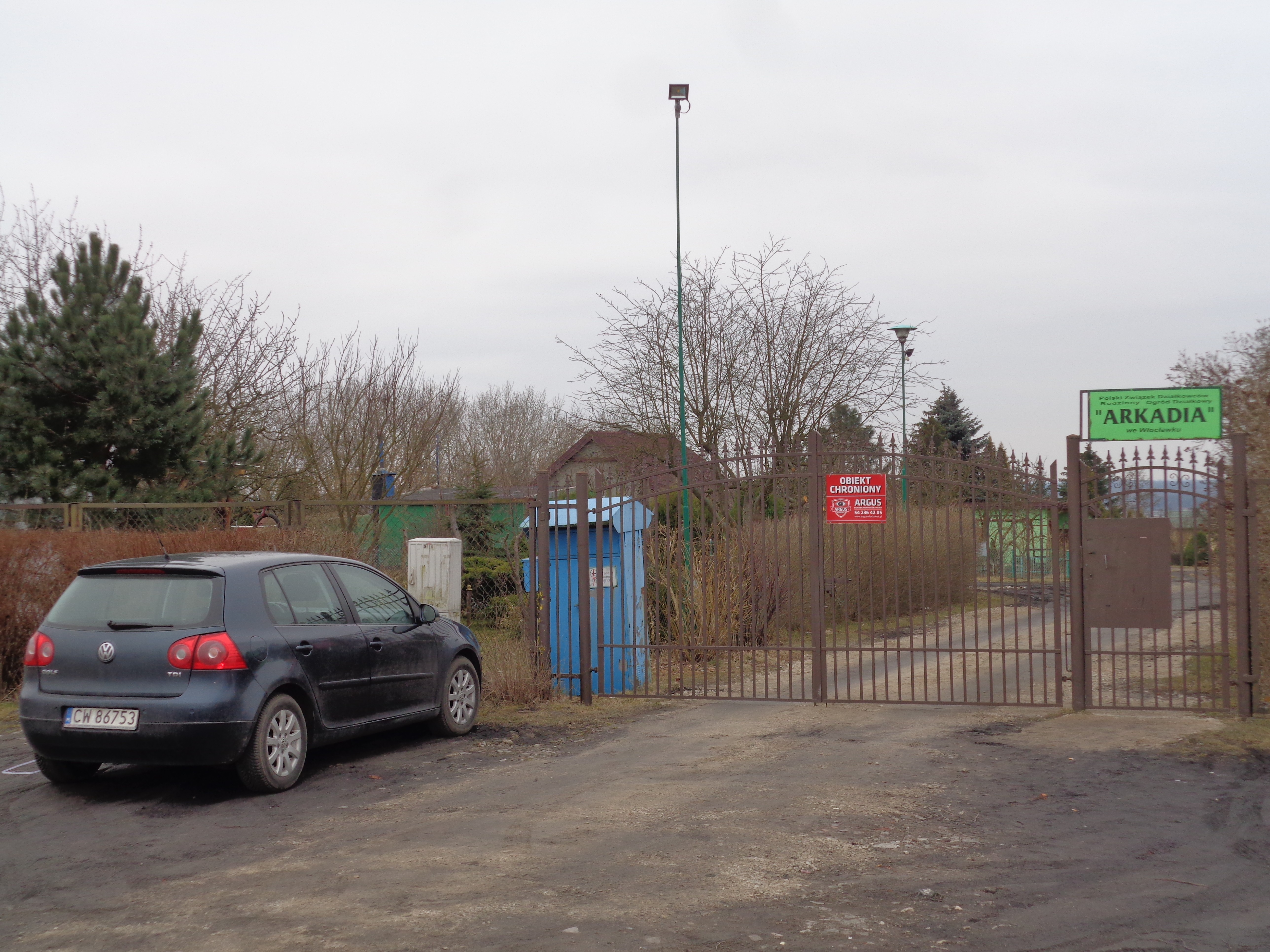
Rodzinne Ogrody Działkowe „Arkadia”
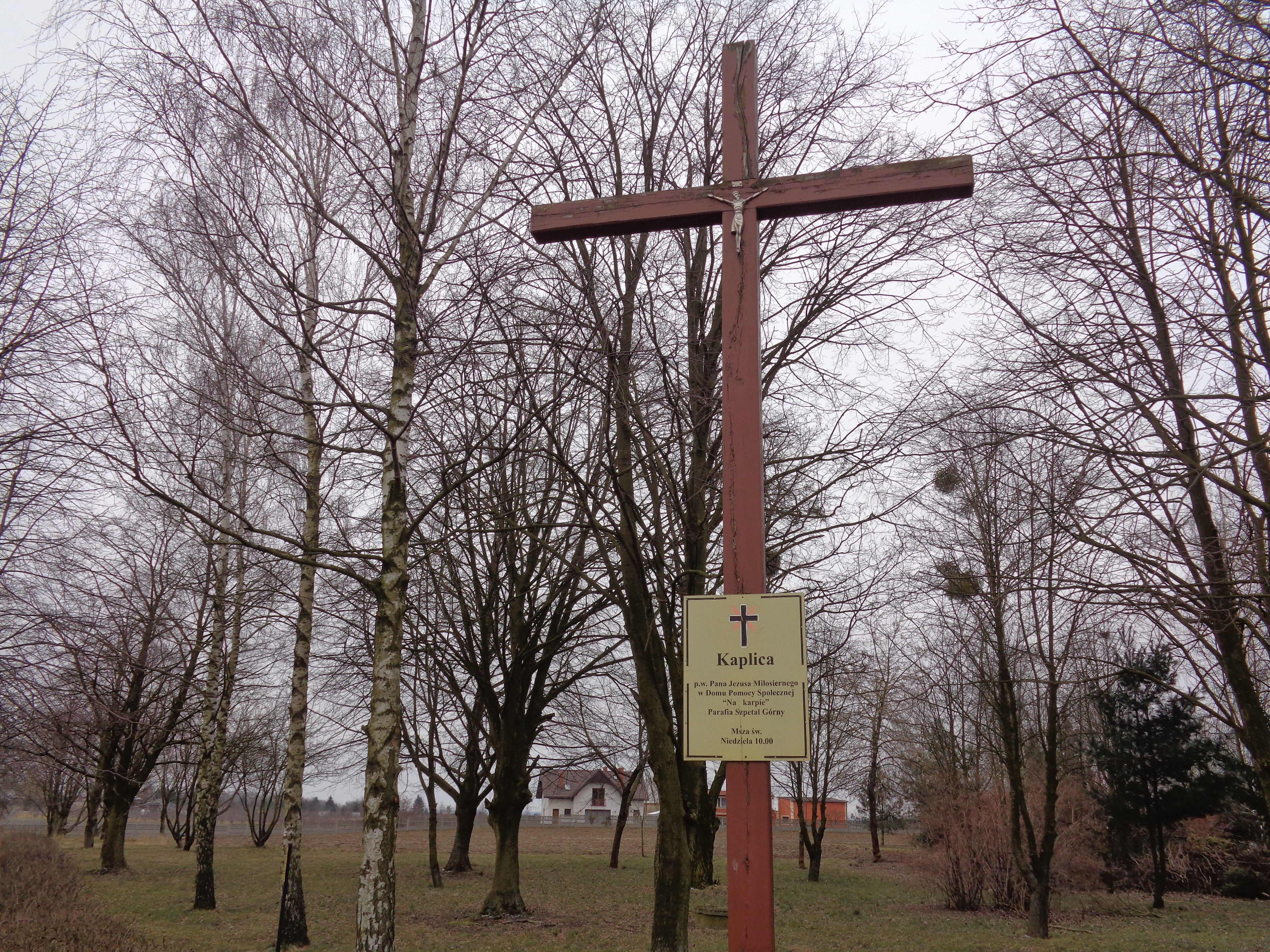
Krzyż informujący o kaplicy Pana Jezusa Miłosiernego w Domu Pomocy Społecznej